# Únějovice
Únějovice (německy Auniowitz) jsou obec v okrese Domažlice v Plzeňském kraji. Žije v ní 107 obyvatel.

## Historie
První písemná zmínka o obci pochází z roku 1379. V té době obec patřila Ctiboru Tlámovi. Pravděpodobně jeho synem Janem byla na přelomu 14. a 15. století vybudována tvrz (dnes sýpka). V roce 1538 byla obec koupena obcí města Domažlic. V letech 1593–1626 patřila obec Černínům. K založení obce údajně došlo u památné Pastýřovy hrušky, nacházející se v lese nad obcí. Původně stála na planině, ale dnes je kolem ní les, vzniklý z náletu. Dříve byla obec též nazývána Ouňovice.

## Obyvatelstvo
| Rok            | 1869 | 1880 | 1890 | 1900 | 1910 | 1921 | 1930 | 1950 | 1961 | 1970 | 1980 | 1991 | 2001 | 2011 | 2021 |
| -------------- | ---- | ---- | ---- | ---- | ---- | ---- | ---- | ---- | ---- | ---- | ---- | ---- | ---- | ---- | ---- |
| Počet obyvatel | 284  | 260  | 286  | 280  | 250  | 273  | 283  | 190  | 183  | 153  | 100  | 72   | 76   | 104  | 98   |
| Počet domů     | 39   | 41   | 44   | 44   | 45   | 46   | 54   | 57   | 47   | 42   | 32   | 38   | 42   | 62   | 60   |

## Obecní správa
Mezi lety 1869–1980 byly Únějovice obcí v okrese Domažlice. Od 1. dubna 1980 do 23. listopadu 1990 patřily jako část městyse ke Kolovči a od 24. listopadu 1990 jsou opět samostatnou obcí.

## Pamětihodnosti
- Ve vsi se nachází pseudogotická kaple svatého Jana Nepomuckého z roku 1868. Tvrz byla přestavěna na sýpku.

- Kaple svatého Huberta

## Galerie

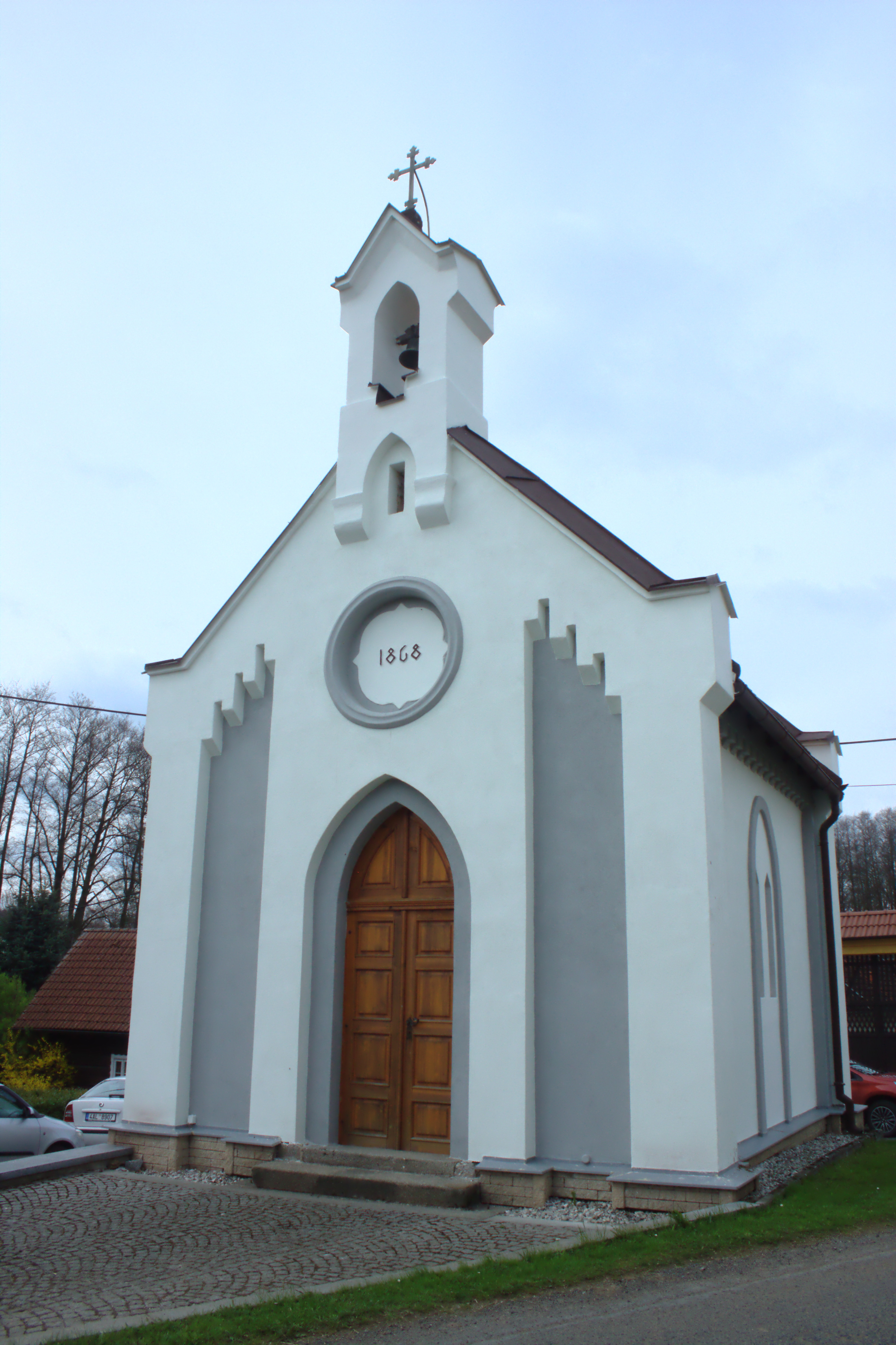
Kaple v roce 2017
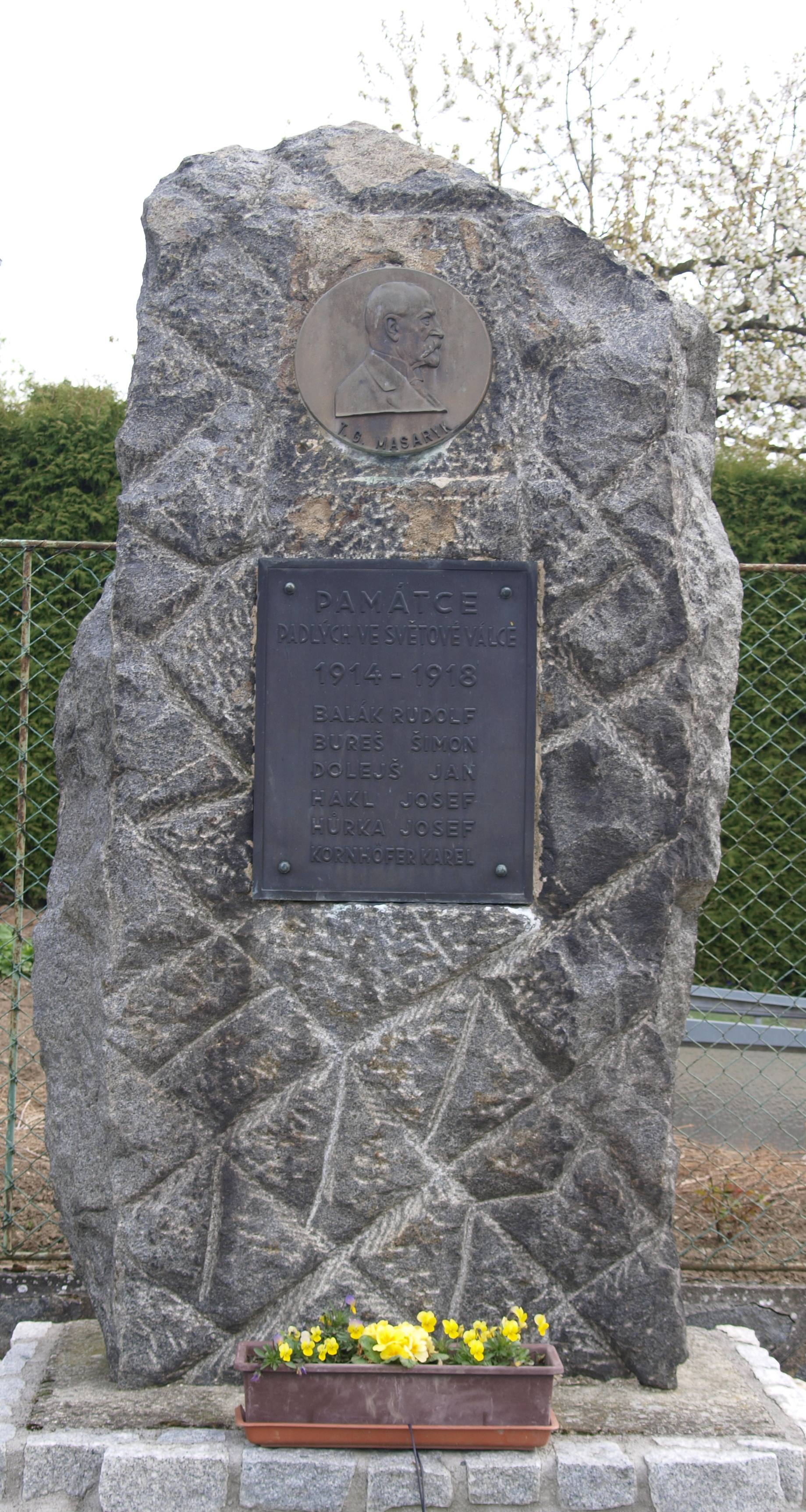
Pomník věnovaný památce padlých ve světové válce
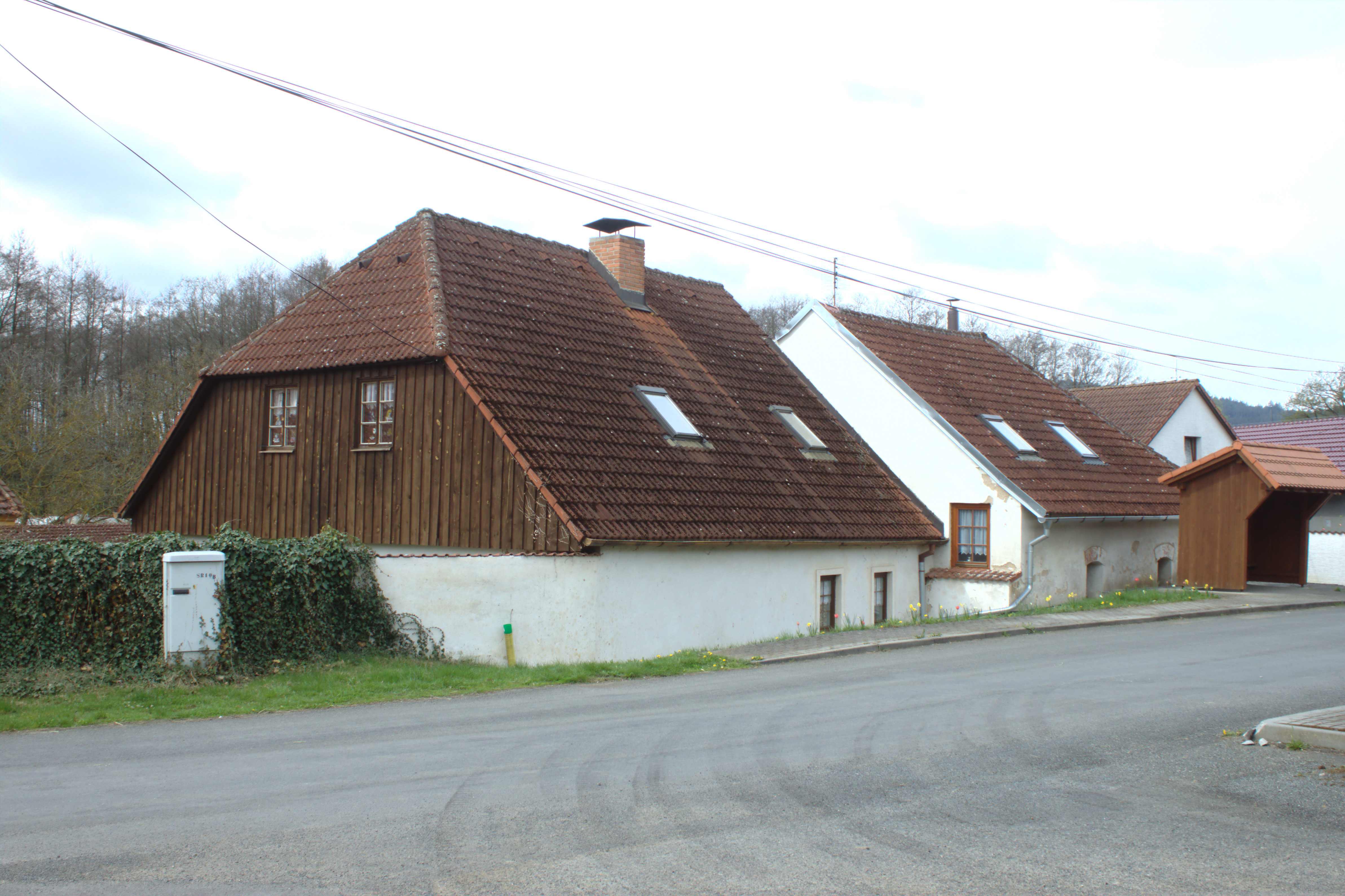
Místní domy